# IU
I Dzsiun (hangul: 이지은, handzsa: 李知恩, RR: Lee Ji-eun; 1993. május 16.–), ismert művésznevén IU (hangul: 아이유) dél-koreai énekesnő és színésznő. Művésznevének jelentése „te és én eggyé válunk a zenén keresztül”. 2007-ben kötött szerződést a LOEN Entertainmenttel (ma Kakao Entertainment) és 2008-ban, 15 évesen jelentette meg első minialbumát Lost and Found címmel. 2010-es, Csohun nal (Joheun nal) (좋은 날, Good Day) című kislemeze hozta meg számára az országos sikert; a dal öt hétig vezette a Kaon (Gaon) digitális listáját, 2019-ben pedig az amerikai Billboard magazin a 2010-es évek 100 legjobb K-pop-dalának listáján az első helyre sorolta.
2011-ben megjelent Real+ és Last Fantasy című albumaival tovább nőtt a népszerűsége, olyan beceneveket kapott mint „a nemzet kishúga” vagy a „nemzet szerelme”. 2011-ben jelent meg első saját szerzeménye, a Hold My Hand, melyet a The Greatest Love című sorozathoz írt. A dal 2021-ben újra felkerült a toplistákra. 2013-as Modern Times (2013) című lemeze új imidzset épített az énekesnőnek, a korábbi kislányos vonal helyett egy érettebb stílussal jelentkezett. A Billboard magazin második helyre sorolta a lemezt a 2010-es évek 25 legjobb K-pop-albumának listáján. Későbbi lemezei – A Flower Bookmark (2014), Chat-Shire (2015), Palette (2017), Lilac (2021) – meglehetősen eltértek a mainstream K-poptól, ennek ellenére az énekesnő továbbra is dominálta a slágerlistákat. A Chat-Shire albuma az első, melyen minden dalt saját maga írt.
Zenei karrierje mellett IU jelentős televíziós és rádiós személyiség is. Számos televíziós sorozatban játszott főszerepet, úgy mint: You're the Best, Lee Soon-shin, Pretty Man, The Producers, Moon Lovers: Scarlet Heart Ryeo, My Mister, Persona vagy a Hotel del Luna.
A színésznő-énekesnő rendszeresen jótékonykodik, többek között szegény sorsú, vagy egyedülálló szülők illetve nagyszülők által nevelt gyerekeket, tandíjat megfizetni nem tudó egyetemistákat támogat, de a Covid19 elleni védekezésre is jelentős összegeket ajánlott fel.

## Diszkográfia
Stúdióalbumok
- Growing Up (2009)
- Last Fantasy (2011)
- Modern Times (2013)
- Palette (2017)
- Lilac (2021)

## Filmográfia
- Dream High (2011, televíziós sorozat)
- You Are the Best, Lee Sun Shin! (2013, televíziós sorozat)
- Bel Ami (2013, televíziós sorozat)
- The Producers (2015, televíziós sorozat)
- Moon Lovers: Scarlet Heart Ryeo (2016, televíziós sorozat)
- Real (2017, film)
- My Mister (2018, televíziós sorozat)
- Persona (2019, rövidfilm-sorozat)
- Shades of the Heart (2019, film)
- Hotel del Luna (2019, televíziós sorozat)